# 윤익. 윤광은 세전충효
윤익. 윤광은 세전충효

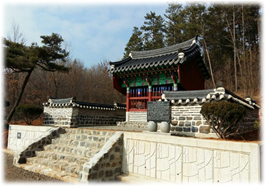

충신 윤익.효자 윤광은 정려가 청양군향토유적 제22호로 지정되었으며, 정려는 청양군 목면 대평리 산 46-1 기슭에 있다
정려 초건 : 1731년, 부여군 부여읍 정동리 독정
정려 이건 : 1800년, 목면 대평리 산 46-1
충신 윤 익(尹 翊)
윤익(1615. 6. 30 ~1636. 12. 27)은 칠원윤씨 26세이며 충효공(환, 문하시중)의 후손이다. 부친 석학 윤린(尹璘)과 모친 밀양박씨 사이에서 독자로 목면 대평리에서 태어났다.  [字]는 경량(景亮)이다

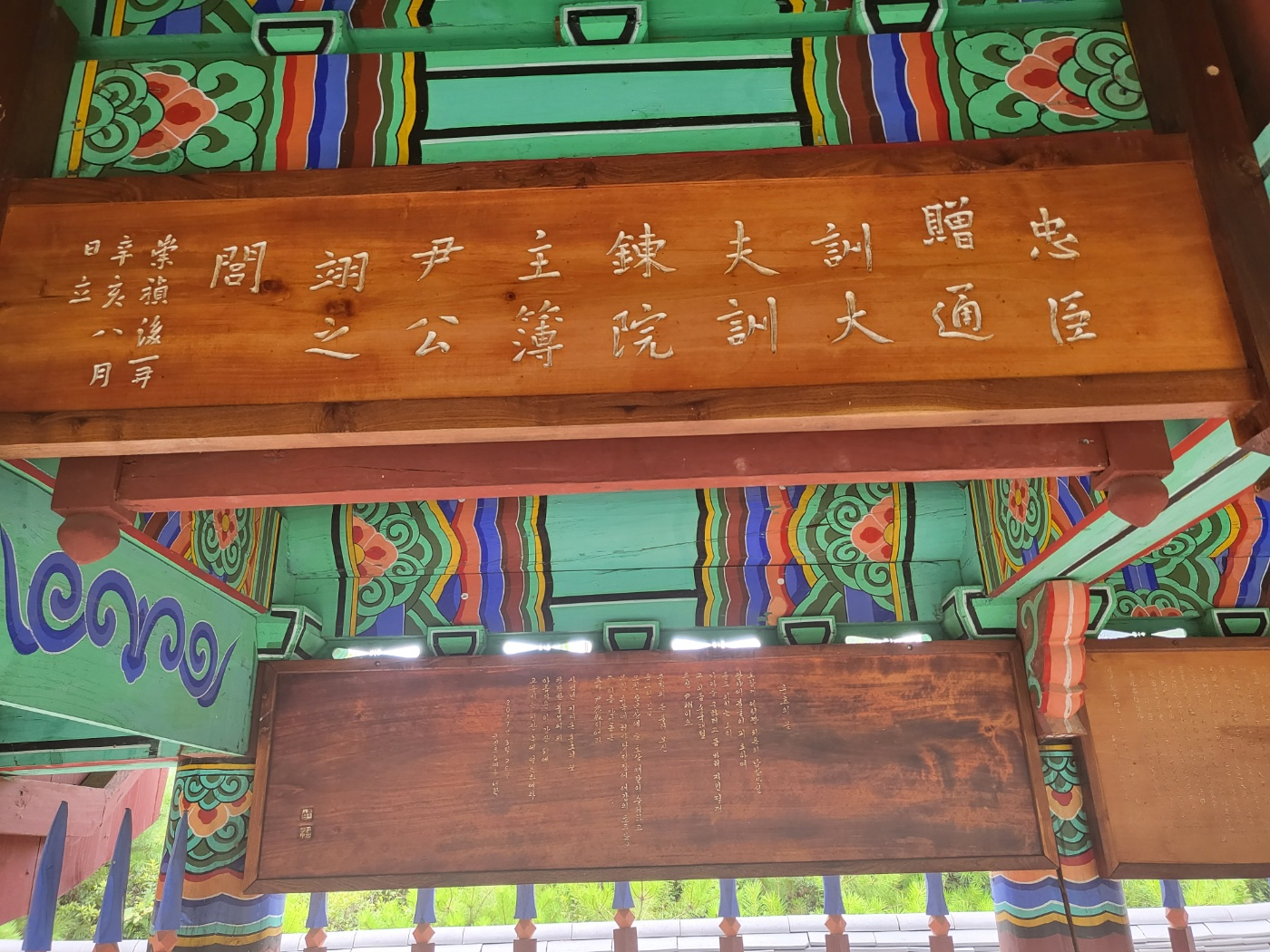
충신 윤익 정려와 현판

공은 어려서부터 부모님들의 가르치심을 마음에 새기고 활쏘기와 말달리기를 힘써 익혔다 약관 18세에 무과에 합격하고 19세에 군자감(軍資監) 첨정(僉正:종4품)에 임명되고 20세에 훈련원(訓鍊院)의 주부(主簿:정6품)가 되었다 21세에 벼슬을 그만두고 집으로 돌아왔는데 그 이듬해인 1636년에 병자호란(丙子胡亂)이 일어났다 공께서는 앞장서서 병정들을 모아 경기도 광주의 검지천(儉之川) 전투에 참가하였다가 12월27일 전사하였다. 왕께서 그 소식을 듣고 가상하게 생각하여 숙종(肅宗)때에 통훈대부(通訓大夫:종3품)의 증직을 내리고 1789년에는 영조(英祖)께서 특별히 정려(旌閭)를 내리라 명령했다. 기타 자세한 사적은 여지승람(輿地勝覽)에 실려 있다
윤익 선생이 순국한 후 80년이 지난 숙종 때에서야 통훈대부로 추증되고, 영조 무신에 명정 받았다.
※ 「송와집」에 실린 행장기에 따르면 선생의 유물이 남아 있었으나 고택의 화재와 함께 소실되었다고 적고 있어 안타까움이 더하다.
효자 윤광은
공은 인조 11(갑술 1634)년에 정산 동면에서 탄생했고 자는 신보(莘輔)이다. 부친께서 순국한 병자호란 때 3살로 열부 김 씨 모친의 지극한 정성과 염원 속에 일취월장 총명하고 바른 인재로 성장하였다. 외가 부여읍 정동리에서 성장하였다. 어릴 적부터 이미 아버지가 비명에 돌아가신 것을 알고 애통하기를 입에는 맛있는 음식을 먹지 않았고 몸에는 화려한 옷을 입지 않았고 친구와 어울려 놀지 아니하되 어머니의 마음을 상하게 할까 봐 슬픈 모습을 밖으로 드러내지 않더라. 관례도 하기 전인 12살 때 이미 부친의 전소 금천에 가서 홀몸으로 엎드려 애도하면서 3일을 울다가 돌아왔다고 한다. 이후로 해마다 수일이면 전소에 나가 초장(椒漿)으로 전망한 아버지 영혼을 달래었다. 공의 효성은 남달라 해마다 수일인 음력 12월 27일 추운 겨울임에도 “내 어이 따뜻한 옷을 입고 기름진 음식을 먹으랴”라고 하면서 눈보라 칼바람이 할퀴는 금천의 냇가를 헤매니 그 갸륵한 효심이 마침내 조정에 전해져 임금께서 감동하시고 숙종 때 공조 좌랑에 특명하고 영조 4년(1728)에 명정하였다.

열부 김해 김씨

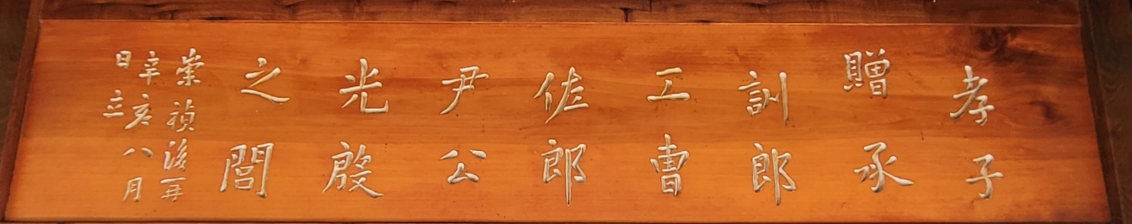
효자 승훈랑 현판

부인께서는 공께서 전사하셨다는 소식을 듣고 기절한 후 깨어나면서 한 말씀이 「신하된 도리는 당연히 그와 같아야 한다 내가 이 어른의 성품을 잘 안다 틀림없이 살아서 돌아오지는 않을 것이다」하시고는 즉시 전장(戰場)으로 달려가 시체가 산같이 쌓여 있는 들판을 헤메이며 남편의 시신을 찾아 보았었으나 확실히 판명 못하여 할 수 없이 돌아 오셔서 정산(定山)의 가야산(加也山)에다 혼을 불러 장례를 지내니 사람들이 이르기를 충신(忠臣)이 있으니 또한 열부(烈婦)가 있다고 하였다
정기精記 향토사학자 윤경수

참고문헌)
충남향토연구(2023년. 윤태학). 칠원윤씨 대동보  